# Bowers (Delaware)
Pour les articles homonymes, voir Bowers.
Bowers est une ville américaine située dans le comté de Kent, dans l'État du Delaware.

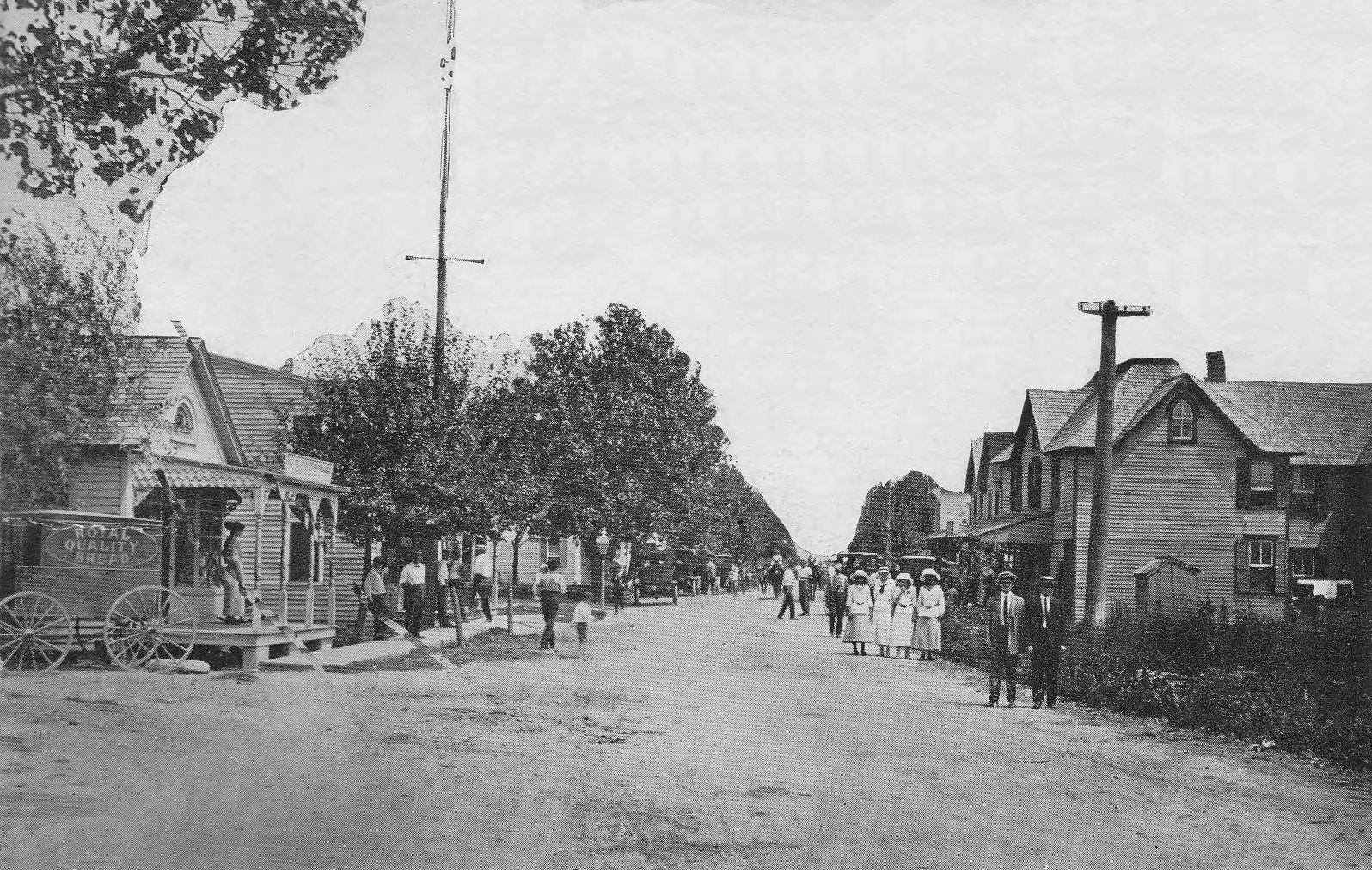
Rue Main, 1914

Selon le recensement de 2010, Bowers compte 335 habitants. La municipalité s'étend sur 0,30 mille carré (0,78 km2), dont 0,29 mille carré (0,75 km2) de terres.

## Démographie
| 1910 | 1920 | 1930 | 1940 | 1950 | 1960 |
| ---- | ---- | ---- | ---- | ---- | ---- |
| 212  | 174  | 246  | 328  | 284  | 324  |

| 1970 | 1980 | 1990 | 2000 | 2010 | - |
| ---- | ---- | ---- | ---- | ---- | - |
| 268  | 198  | 179  | 305  | 335  | - |